# Philippe Goibaud-Dubois
Philippe Goibaud-Dubois (auch: Du Bois-Goibaud) (* 3. Juni 1626 in Poitiers; † 1. Juli 1694 in Paris) war ein französischer Übersetzer und Mitglied der Académie française.

## Leben und Werk

### Im Dienste der Guise
Goibaud ging von seiner poitevinischen Heimat als Geiger und Tanzlehrer nach Paris und wurde von Marie de Lorraine (oder Marie de Guise, 1615–1688) zur Erziehung ihres seit dem Alter von 4 Jahren vaterlosen Neffen Louis Joseph de Lorraine, duc de Guise (1650–1671), Sohn von Louis de Lorraine, duc de Joyeuse (1622–1654), angestellt. Der Onkel seines Schutzbefohlenen, Henri II. de Lorraine, duc de Guise (1614–1664) hinterließ Memoiren, die Goibaud auf Geheiß des Herausgebers, Stallmeister Saint-Yon, redigierte und die 1668 erschienen.

### Der Pascaliner
Goibaud kam über seinen Landsmann und Freund Herzog Artus Gouffier de Roannez (1627–1696) mit Port-Royal in Berührung und im weiteren, ebenso wie der andere Landsmann und Freund Nicolas Filleau de La Chaise (1631–1688), mit Pascal, zu dessen Umkreis er in den letzten Lebensjahren gehörte. Nach Pascals Tod 1662 zählte Goibaud, ebenso wie La Chaise, zu den sog. Pascalinern (pascalins), die sich um die Herausgabe der nachgelassenen Pensées bemühten und 1670 erfolgreich waren.

### Mitglied der Académie française und Tod
Goibaud, der im Alter von dreißig Jahren noch bei den Solitaires von Port-Royal Latein gelernt hatte, wandte sich nach dem Tod des Herzogs von Guise 1671 (mit 21 Jahren) der Übersetzung zu und übersetzte aus dem Latein umfangreiche Texte von Cicero und Augustinus, die ab 1676 erschienen. Im November 1693 wurde er in die Académie française (Sitz Nr. 19) aufgenommen und thematisierte in der Antrittsrede sein Prinzip der klassischen Anti-Rhetorik, das auf Pascals Maxime 671 zurückging: La vraie éloquence se moque de l’éloquence (Die wahre Rhetorik braucht keine Rhetorik). Diesen Gedanken führte er mit Bezug auf Augustinus 1694 im Vorwort zu seiner Augustinusübersetzung weiter aus, was den Widerspruch von Antoine Arnauld provozierte, der ihm andere Augustinusstellen entgegenhielt. Beide Kontrahenten starben noch im gleichen Jahr, Goibaud am 1. Juli, Arnauld am 8. August. Die Texte wurden 1992 durch Thomas M. Carr Jr (* 1944) erstmals kritisch herausgegeben, da die éloquence des 17. Jahrhunderts seit 1980 durch Marc Fumaroli zum Forschungsgegenstand geworden war.

## Werke

### Übersetzungen
- Les deux livres de S. Augustin, De la Predestination des saints, et Du Don de la perseverance. Paris 1676.
- Les Livres de S. Augustin, de la maniere d’enseigner les principes de la religion chrestienne à ceux qui n’en sont pas encore instruits. De la vertu de continence & de temperance, de la patience, et contre le mensonge. Paris 1678.
- Les Lettres de saint Augustin traduites en françois sur l’édition nouvelle des PP. bénédictins de la Congrégation de S. Maur. Paris 1684.
- Les confessions de S. Augustin. Paris 1686. (zahlreiche Auflagen bis 1776 und 1838)
- De l’Imitation de Jesus-Christ. Paris 1687.
- Les deux livres de S. Augustin De la véritable religion et Des moeurs de l’Église catholique. Paris 1690.
- Les Offices de Cicéron. Paris 1691.
- Les livres de Ciceron, de la vieillesse et de l’amitié, avec les Paradoxes du même autheur. Paris 1691.
- (mit Jean-René Allaneau de La Bonnodière) Les Sermons de S. Augustin sur le Nouveau Testament. Paris 1694.

### Weitere Werke
- (Hrsg.) Mémoires de feu M. le duc (Henri) de Guise. Martin, Paris 1668.
- Conformité de la conduite de l’Église de France pour ramener les protestans: avec celle de l’Église d’Afrique pour ramener les Donatistes à l’Église catholique. Paris 1685.
- Avertissement en tête de sa traduction des sermons de Saint Augustin (1694). In: Antoine Arnauld: Réflexions sur l’éloquence des prédicateurs (1695). Hrsg. Thomas M. Carr, Jr. Droz, Genf 1992.
  - Rezension dieses Werks durch Frédéric Deloffre in: Revue belge de Philologie et d’Histoire 71, 1993, S. 770–771.